# 烏克蘭內茨
47°46′49″N 31°32′33″E / 47.78028°N 31.54250°E
烏克蘭內茨（烏克蘭語：Українець），是烏克蘭南部的村莊，隸屬尼古拉耶夫州的沃茲涅先斯克區。該村面積0.4平方公里，海拔高度67米，2001年人口106，人口密度每平方公里265人。